# راوت
راوت (انگلیسی: Raute) شرکت مهندسی فنلاندی است، که در سال ۱۹۰۸ تأسیس شد.